# Goulebenéze
Marc-Henri Évariste Poitevin dit Goulebenéze né le 2 juillet 1877 à Burie et mort le 30 janvier 1952 à Saintes, est un écrivain, barde, poète et chansonnier charentais.

## Biographie
Fils d’Eugène Poitevin et de Néhomaïe Hiblot, il naît le 2 juillet 1877  à Montigny près de Burie en Charente-Inférieure.
Son pseudonyme (normalement toujours écrit avec un accent aigu, mais figurant avec un accent grave sur sa pierre tombale) évoque le Saintongeais dont les propos ne sont jamais si pertinents que lorsqu'il a la « goule bien aise », ce qui dans le parler local signifie avoir  la figure réjouie de l'épicurien.
La notoriété de cet auteur reste aujourd'hui encore particulièrement vivace en Charente et Charente-Maritime. Ses œuvres - souvent écrites en saintongeais - sont aujourd'hui considérées comme faisant partie du patrimoine local régional (Charentes).
En octobre 1931, il fut candidat socialiste (SFIO) dans le Canton de Saint-Hilaire-de-Villefranche, en Charente-Inférieure. Il obtint 190 voix et ne fut pas élu.
Malgré cela, il finit sa vie dans le plus grand dénuement, et s'éteint le 30 janvier 1952 à Saintes, où il est inhumé. La ville lui a érigé un monument dans le parc Bassompierre.

## Son œuvre
L'un de ses poèmes les plus célèbres est une ode à sa région d'origine intitulée « Bonjour Saintonge » écrit en 1942. Il est dédié aux prisonniers de guerre charentais.
Auteur prolifique, l’œuvre de Goulebenéze se compose: 
- de monologues en vers : « Le biton », « La loterie nationale », «Histoire d'au cheun».
- de monologues en prose : « Hérodiade aux arènes de Saintes », « Le pick-up », « Le retardataire », « 'le chimie' », etc.
- de 2 petites pièces de Théâtre : «Arnestine va-t-au bal» et «Benurâ tue son goret».
- de paroles de nombreuses chansons : « Le vin bian[3] », « Avec les conseillers », «Valse dau Cougnat», qu'il interprétait généralement lui-même.

## Citations
- « Buvez thieu Cougnat que jh'savon si ben fère !  »
- « O zeu fait ine belle jhambe  » (À propos du changement de nom de la Charente-Inférieure en Charente-Maritime)
- « Peur aller de La Rochelle à Angolême, pas de besoin de passer peur Pôtiers  »

### Discographie de Goulebenéze et interprètes
- Goulebenéze 18 monologues et chansons . (9 disques 78 tours La Voix de son maître)
- Goulebenéze De tous... il restera le plus grand - (série de cinq 45T) enregistrements originaux de Goulebenéze - 19 titres + 1 par Raymond Carmin (1972 titres repiqués des 78T)
- Goulebenéze 14 Chansons Et Monologues (33T) Le Kiosque d'Orphée – LKO GOR
- Goulebenéze - Jh'ait peurdut mon marchand de gorets ; Félicia, Félicia, nouvelle riche : sur l'air de "Musique de chambre" / M. Goulebenéze , barde charentais, chant  - (78T) (années 1930) Gramophone K-6454
- Goulebenéze - Le charleston : sur l'air de "Yes sir, that's my baby" ; Histouère d'un cheun / M. Goulebenéze , barde charentais, chant [acc. p]  - (78T) (années 1930) Gramophone K-6453
- Goulebenéze - La valse dau cougnat. Hérodiade aux arènes de Saintes. (78T) Gramophone K-6294
- Goulebenéze - Le vin bian. La représentation proportionnelle par un bègue. (78T) Gramophone K-6452
- Goulebenéze - Le sous-préfet au concours agricole. Chanson de la TSF. (78T) Gramophone K-6455
- Mathieu Touzot & Le Fî a Feurnand - Hommage à Goulebenéze - Le temps des vendanjhes (17 chansons accompagnées au piano) (CD) (2024)
- Mathieu Touzot - La mésun d'nené (CD) avec Mathieu Dethoor (Chanson dau pineau) (2018)
- Les Binuchards - Les Binuchards (CD) (2000) (Vin bianc)
- Raymond Carmin - 23 chansons de Goulebenéze (K7 Audio) (2006)
- Raymond Carmin - 60 monologues (4 K7 Audio)
- Odette Comandon dans les Jhavasseries - (33T) avec les Batégails de Saintonge (ma Nastasie, Les bains de soleil) (1959)
- Les Histoires de Goulebenéze par Benura  (45T) (1960)
- Pierre Machon Les oeuvres de Goulebenéze - (33T) Dix titres et textes de Goulebenéze (1961)
- Pierre Machon Hommmage à Goulebenéze - (33T)
- Goulebenéze Ses chansons par Pierre Machon - (45T)
- Zivat d'bon thieur - 4 K7 Audios dont des chansons de Goulebenéze
- Gaston Bertier Hommage à Goulebenéze (33T)